# 李長榮化工
李長榮化學工業股份有限公司（英語：LCY CHEMICAL CORP.）（簡稱李長榮化工或榮化），成立於1965年，經營石化原料領域逾50餘年，隸屬於李長榮集團。